# Юй Южень
Юй Южень (于右任, 11 квітня 1879 — 10 листопада 1964) — китайський політик, письменник, журналіст, каліграф.

## Життєпис
Народився 11 квітня 1879 року Гедаоган повіту Саньюань (провінція Шеньсі). Походив із селянської родини. У 1880 році він втратив матір, яку йому замінила сестра батька. Родина деякий час мешкала у сільській місцині. Тут молодий Юй отримав початкову освіту. Бачачи здібності хлопчика, родичі в 11 років віддають його в приватну школу. У 24 роки він отримує початкову ступінь цзюйжень.
Потрапивши у 1900 році в Шанхай, Юй Южень долучається до революційного руху. Він працює журналістом у революційних виданнях, але, побоюючись гонінь влади, у 1906 році емігрує до Японії.
Повертається до Китаю під час Синхайської революції. У 1912 році входить в уряд Сунь Ятсена як міністр транспорту та комунікацій. Але після захоплення влади Юань Шикаєм знову змушений був переховуватися. Втім, уже у 1918 році очолює у провінції Шеньсі революційнійні війська. Після їх розпуску в 1922 році повертається до Шанхаю, де разом з Є Чуціангом засновує університет. З 1925 року обіймає провідні посади в партії Гоміньдан. З 1927 році він також займає урядові посади Китайської республіки.
Згодом Юй Южень відповідав в уряді Чан Кайши за розвиток культури та мистецтва. Проте ця робота ускладнювалася внаслідок спочатку війни з Японією, потім громадянської війни з Комуністичною партією Китаю. Після поразки Гоміньдану Юй Южень емігрував до Тайваня. Тут він помер 10 листопада 1964 року від пневмонії.

## Поезія
Більшість його віршів була присвячена опису навколишніх подій, зокрема політичних. Так, у 1903 році він видав збірку своїх віршів «Поезія Чорнетки із Зали Сльоз та Знущання», спрямовану проти імператриці Цисі.

## Каліграфія
Юй Южень вважається одним з найкращих майстрів почерку цаошу ХХ ст. Запорукою успіхів у скоропису була ґрунтовна підготовка в статуті, в якому майстер тренувався протягом усього життя. Вивчення каліграфії Юй Южень почав зі зразків Чжао Менфу. Юй Южень колекціонував відбитки c «канонів в камені» (шицзин) кінця династії Хань і написи з меморіальних стел династій Північна Вей і Тан. Вплив цих пам'яток виразно простежується в його статуті, але є й важлива відмінність. Юй Южень підсилює динамічні якості рисок, виробляючи невеликі нахили. У зразках його версії почерку бейшу швидкість ведення пензля наближається до цаошу, а динаміка рис з потенційного стану переводиться в актуальне, за рахунок чого створюється своєрідний ефект «бігу на місці». При цьому цілісність твору зберігається мов якась неймовірна рівновага динаміки і статики.
Скорописний стиль Юй Юженя, з одного боку, сходить до Хуай-су, а з другого — заснований на техніці роботи пензля і композиційних принципах північновейських стел. Це поєднання й було ключем до його індивідуальному стилю письма. У скоропису Юй Южень домагається максимального спрощення рисок. Водночас він наповнює їх енергією та найтоншим ритмічним опрацюванням.
Протягом останніх 20 років свого життя Юй Южень активно пропагував цаошу, бажаючи, щоб якомога більше число китайців опанувало цей почерк. З цією метою він з 1932 року видавав щомісячник «Цаошу юе кань». У 1936 році майстер публікує свій норматив скорописної версії «Прописи тисячі ієрогліфів» (Цянь Цзи вень), який під назвою Бяочжунь цаошу («Нормативи скоропису») до 1960-х років витримав 17 перевидань. У передмові каліграф називає чотири переваги пропонованої ним версії скорописних знаків: по-перше, ієрогліфи легко запам'ятовуються, по-друге, легко пишуться, по-третє, точно орієнтуються, по-четверте, мають красивий вигляд.
Юй Южень намагався повернути найелітарніший вид почерку до його історичного витоку — графіку рядових службовців періоду династії Хань, в середовищі яких скоропис і виникає для ведення ділових записів. Цим він позначив нові горизонти розвитку для скоропису та збурив інтерес до неї початківців-каліграфів.
Юй Южень ініціює створення Асоціації скоропису (Цаошуше). Ним організовується велика кількість виставок по всьому Далекосхідному регіону. У Японії внесок Юй Юженя в розвиток цаошу був оцінений: йому присвоїли почесний титул «чудотворець скоропису» (цаошен).